# La Boissière (Eure)
Boissière – miejscowość i gmina we Francji, w regionie Normandia, w departamencie Eure.
Według danych na rok 1990 gminę zamieszkiwało 176 osób, a gęstość zaludnienia wynosiła 51 osób/km² (wśród 1421 gmin Górnej Normandii Boissière plasuje się na 725. miejscu pod względem liczby ludności, natomiast pod względem powierzchni na miejscu 812.).